# St. Walpurgis (Kirchehrenbach)
St. Walpurgis ist eine Wallfahrtskapelle, die zur Gemeinde Kirchehrenbach im oberfränkischen Landkreis Forchheim gehört, und zugleich einer von zwei amtlich benannten Gemeindeteilen.

## Lage
St. Walpurgis liegt etwa eineinhalb Kilometer südsüdöstlich des Ortszentrums von Kirchehrenbach auf einer Höhe von 507 m ü. NHN im äußersten Südwesten der Wiesentalb.

## Geschichte
Die auch als „Walburgiskapelle“ oder „Sankt-Walburgis-Kapelle“ bezeichnete Kapelle wurde 1697 errichtet, ein vermutlich hölzerner Vorgängerbau wurde jedoch bereits im Jahr 1350 zum ersten Mal urkundlich erwähnt. Die als „Walberla-Fest“ bezeichnete Kirchweih findet traditionell am ersten Maiwochenende am Standort der Kapelle statt.
Durch die Verwaltungsreformen im Königreich Bayern zu Beginn des 19. Jahrhunderts wurde St. Walpurgis mit dem Zweiten Gemeindeedikt 1818 ein Bestandteil der Ruralgemeinde Kirchehrenbach und ist noch ein Gemeindeteil dieser Kommune.
In der Nacht vom 18. auf den 19. September 1962 war die Kapelle das Ziel eines Einbruchs, der von der so genannten Madonnenräuberbande verübt wurde. Dabei handelte es sich um ein Einbruchstrio, das sich auf den Raub sakraler Kunstgegenstände spezialisiert hatte und das in den 1960er Jahren vor allem durch den Madonnenraub in der Volkacher Wallfahrtskirche Maria im Weingarten überregionale Aufmerksamkeit erregt hatte.

## Baudenkmäler

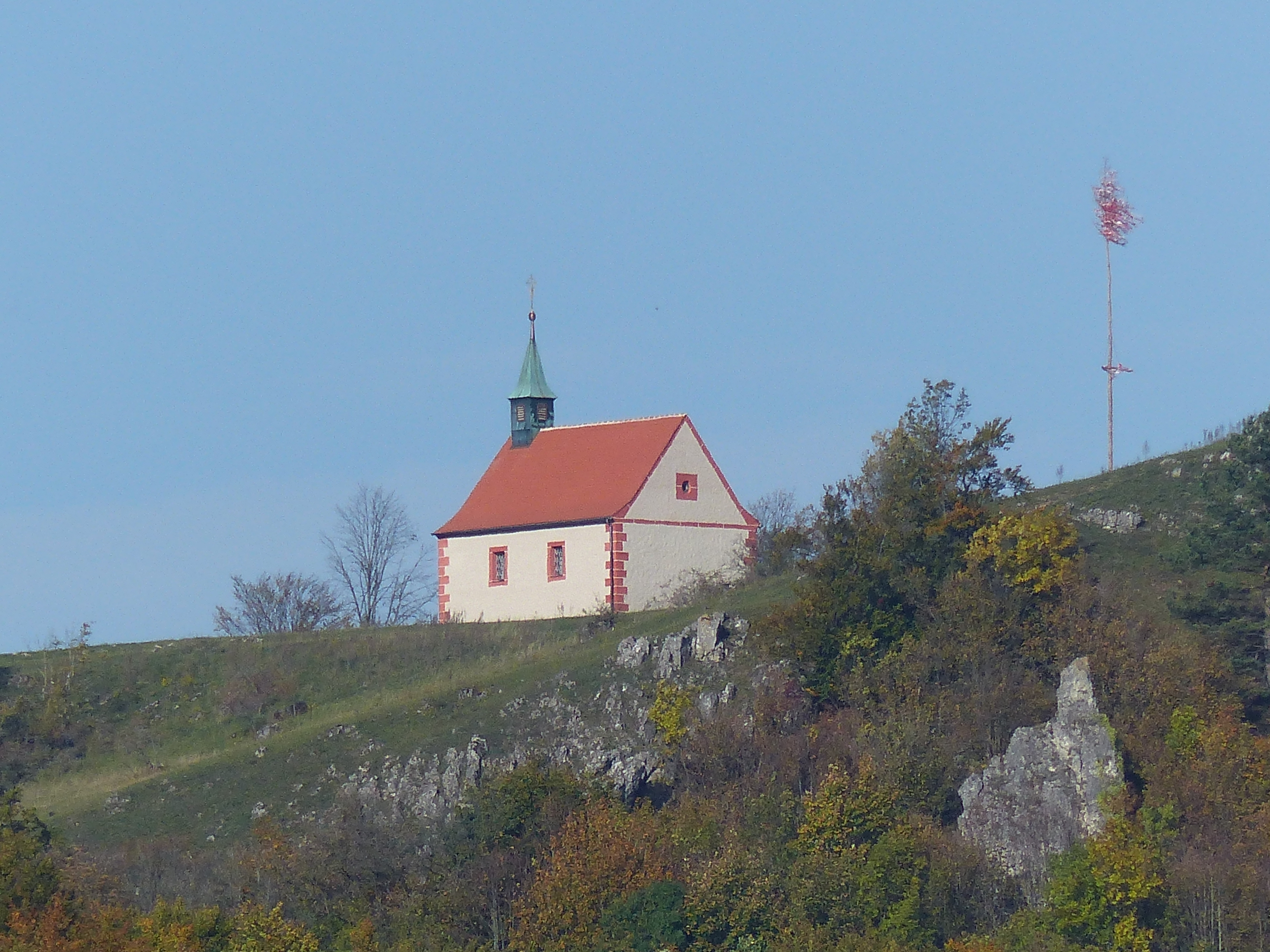
Die Sankt-Walburgis-Kapelle